# Hongarije op de Olympische Winterspelen 1936
Tijdens de Olympische Winterspelen van 1936, die in Garmisch-Partenkirchen (Duitsland) werden gehouden, nam Hongarije voor de vierde keer deel.

## Medailleoverzicht
| Sport       | Olympiër                     | Discipline | Medaille |
| ----------- | ---------------------------- | ---------- | -------- |
| Kunstrijden | Emilie Rotter László Szollás | paarrijden | Brons    |

## Deelnemers en resultaten

### Alpineskiën
| Olympiër         | Discipline     | Resultaat | Prestatie                                           |
| ---------------- | -------------- | --------- | --------------------------------------------------- |
| László Szalay    | combinatie (m) | 19e       | 79,68 punten afdaling: 6.14,4 slalom: 1.27,6+1.28,9 |
| Károly Kővári    | combinatie (m) | 27e       | 75,05 punten afdaling: 6.00,4 slalom: 1.44,8+1.43,6 |
| Imre Csík        | combinatie (m) | 30e       | 72,24 punten afdaling: 5.48,2 slalom: 1.48,5+2.08,2 |
| Levente Balatoni | combinatie (m) | dnf       | niet gefinisht afdaling: 6.36,6 slalom: dns         |

### Kunstrijden
| Olympiër                                 | Discipline | Resultaat | Prestatie               |
| ---------------------------------------- | ---------- | --------- | ----------------------- |
| Elemér Terták                            | mannen     | 8e        | pc. 56,0; 379,0 punten  |
| Dénes Pataky                             | mannen     | 9e        | pc. 60,0; 374,8 punten  |
| Éva von Botond                           | vrouwen    | 15e       | pc. 106,0; 356,1 punten |
| Emilie Rotter László Szollás             | paarrijden | Brons     | pc. 32,5; 10,8 punten   |
| Piroska Szekrényessy Attila Szekrényessy | paarrijden | 4e        | pc. 38,5; 10,6 punten   |

### Noordse combinatie
| Olympiër      | Discipline | Resultaat | Prestatie                        |
| ------------- | ---------- | --------- | -------------------------------- |
| Károly Kővári | mannen     | dnf       | opgave 18 km: opgave schans: dns |
| László Szalay | mannen     | dnf       | opgave 18 km: opgave schans: dns |

### Schaatsen
| Olympiër        | Discipline   | Resultaat | Prestatie |
| --------------- | ------------ | --------- | --------- |
| László Hidvéghy | 1500 m (m)   | 25e       | 2.29,0    |
| László Hidvéghy | 5000 m (m)   | 17e       | 8.53,2    |
| László Hidvéghy | 10.000 m (m) | 14e       | 18.04,0   |

### IJshockey
| Olympiër | Discipline | Resultaat | Prestatie |
| --- | ---------- | --------- | --- |
| István Csák Ferenc Monostori Miklós Barcza László Róna Frigyes Helmeczi Sándor Magyar András Gergely László Gergely Béla Háray Zoltán Jeney Sándor Miklós Ferenc Szamosi Mátyás Farkas | mannen     | 7e        | voorronde: 11 - 2 Hongarije - België 3 - 0 Hongarije - Frankrijk 0 - 3 Hongarije - Tsjecho-Slowakije halve finaleronde: 1 - 2 Hongarije - Duitsland 0 - 15 Hongarije - Canada 1 - 5 Hongarije - Groot-Brittannië |

Australië · België · Bulgarije · Canada · Duitsland · Estland · Finland · Frankrijk · Griekenland · Groot-Brittannië · Hongarije · Italië · Japan · Joegoslavië · Letland · Liechtenstein · Luxemburg · Nederland · Noorwegen · Oostenrijk · Polen · Roemenië · Spanje · Tsjecho-Slowakije · Turkije · Verenigde Staten · Zweden · Zwitserland